# Hamísz el-Ovejrán
Hamísz el-Ovejrán ed-Dószari, arabul خميس العويران الدوسري (Rijád, 1973. szeptember 8. – 2020. január 7.) válogatott szaúd-arábiai labdarúgó, középpályás.

## Pályafutása

### Klubcsapatban
1991 és 2001 között az Al-Hilal, 2001 és 2007 között az ál-Ittihád labdarúgója volt. Az Al-Hilallal két-két bajnoki és szaúdi kupagyőzelmet, az ál-Ittiháddal két bajnoki egy kupagyőzelmet ért el.

### A válogatottban
1994 és 2004 között 105 alkalommal szerepelt a szaúd-arábiai válogatottban. Két világbajnokságon (1998, Franciaország, 2002, Japán–Dél-Korea) és egy olimpián (1996, Atlanta) vett részt.

## Sikerei, díjai
Szaúd-Arábia
- Ázsia-kupa
  - győztes: 1996

 Al-Hilal
- Szaúd-arábiai bajnokság
  - bajnok (2): 1995–96, 1997–98
- Szaúd-arábiai kupa
  - győztes (2): 1995, 2000

 ál-Ittihád
- Szaúd-arábiai bajnokság
  - bajnok (2): 2002–03, 2006–07
- Szaúd-arábiai kupa
  - győztes: 2004